# Алмашу Мик де Мунте (Хунедоара)
Алмашу Мик де Мунте (рум. Almașu Mic de Munte) насеље је у Румунији у округу Хунедоара у општини Балша. Oпштина се налази на надморској висини од 379 m.

## Становништво
Према подацима из 2002. године у насељу је живело 92 становника, од којих су сви румунске националности.